# 熱河省 (中華人民共和国)
熱河省（ねっかしょう）は、中華人民共和国にかつて存在した省。現在の河北省、遼寧省及び内モンゴル自治区の交差地域に相当する。

## 歴史
満州国の崩壊により1945年（民国34年）に当該地域を実効支配した中国共産党により設置された解放区としての熱河省を前身とする。中国共産党は新たに寧城県、凌南県、魯北県、天山県を設置し、20県20旗を管轄した。
その後国民政府により熱河省の設置が行われたが、当該地域は中国共産党により実効支配が継続し国民政府による統治権は及んでいない。1949年に中華人民共和国が建国されると、中華民国の行政区画であった熱河省が沿襲され2市16県4旗を管轄した。
1955年に開催された第1回全国人民会議で熱河省の廃止が決定され、承徳市、承徳県、平泉県、青竜県、興隆県、灤平県、豊寧県、隆化県、囲場県は河北省へ、建昌県、凌源県、建平県、朝陽県、北票県、喀喇沁左旗は遼寧省へ、赤峰県、烏丹県、寧城県、敖漢旗、喀喇沁旗、翁牛特旗は内モンゴル自治区へ移管され、熱河省は廃止されている。

## 歴代長官

### 熱河省政府主席
- 李運昌(1945年11月-1949年1月)

### 熱河省人民政府主席
- 李運昌(1949年1月-1949年4月)
- 羅成徳(1949年4月-1952年10月)
- 沈越(1952年10月-1955年1月)

### 熱河省省長（中華人民共和国）
- 王国権(1955年2月-1955年7月)

## 行政区画
下部に2省轄市16県4旗を管轄していた
- 省轄市:承徳市、赤峰市
- 県:承徳県、赤峰県、凌源県、平泉県、建昌県、建平県、寧城県、囲場県、烏丹県、青竜県、隆化県、豊寧県、灤平県、興隆県、北票県、朝陽県
- 旗:喀喇沁旗、喀喇沁左旗、敖漢旗、翁牛特旗